# 尼亚木泰希尔·诺木泰巴雅尔
尼亚木泰希尔·诺木泰巴雅尔（？—）蒙古国人，蒙古国政治人物。

## 生平
诺木泰巴雅尔是蒙古国最大的公司“蒙古之金公司”（Mongolyn Alt Corporation，简称MAK）总裁的儿子。2012年至2016年，任国家大呼拉尔委员。他是蒙古人民党党员。2016年，出任额尔登巴特内阁劳动与社会保障部部长。